# Blood of the Vampire
Blood of the Vampire és una pel·lícula de terror en color britànica del 1958 dirigida per Henry Cass i protagonitzada per Donald Wolfit, Barbara Shelley i Vincent Ball. La pel·lícula va ser produïda per Robert S. Baker i Monty Berman per a Tempean Films, a partir d'un guió de Jimmy Sangster.
Molts fans del terror van pensar que la funció era una producció de Hammer Films quan va sortir, a causa del seu aspecte similar i del crèdit d'escriptor de Sangster. El llançament de la pel·lícula als Estats Units va ser l'octubre de 1958 com a doble sessió amb Monster on the Campus d'Universal.
La història de la pel·lícula, ambientada a Transsilvània, tracta d'un científic que utilitza els presos d'una presó per a un boig criminal com a fonts per als seus horripilants experiments de tipificació de sang i transfusió que el mantenen amb vida.

## Trama
El cos d'un home embolicat en un sudari és ficat a una tomba de Transsilvània el 1874. Un botxí li clava una estaca al cor. Immediatament després, Carl, greument discapacitat físicament, surt de l'amagatall i mata el sepulturer. Carl convoca un metge borratxo perquè li faci un trasplantament de cor al cos i després assassina el metge.
Sis anys després John Pierre és condemnat per "mala praxi que va conduir a homicidi involuntari" després que una transfusió de sang d'emergència, que mai s'ha fet amb èxit, fracassa, matant el seu pacient. Mentre la promesa de John, Madeleine, mira, John és condemnat a cadena perpètua en una colònia penal. Però en canvi, és enviat a una presó per a criminals bojos, dirigida pel Dr. Callistratus Quan en John coneix Callistratus, s'assabenta que ha d'ajudar amb la investigació del grup sanguini de Callistratus perquè les transfusions es puguin fer amb seguretat, especialment per a aquells que tenen una "afecció de la sang rara i greu" sense nom.
En el seu judici, John va sostenir que la mort del pacient era inevitable i va demanar al jutge que escrigués al Prof. Meinster a Ginebra per donar-li fe. El jutge diu que ja ho tenia, però Meinster va respondre que no coneixia John.
A petició de la Madeleine i el seu oncle, Meinster viatja a Transsilvània, on es troben amb Auron, membre de la Comissió de la Presó. Meinster insisteix que el tribunal mai no es va posar en contacte amb ell. Auron, que està a la nòmina de Callistratus, havia interceptat la carta a Meinster i va falsificar una resposta. Ara ha de reobrir el cas.
En John es sent cada cop més incòmode amb la seva feina perquè la sang prové d'uns reclusos que no volen, molts dels quals moren. Auron torna a visitar Callistratus i li diu que la Comissió de la Presó ha ordenat l'alliberament de John. Callistratus li diu a John que la Comissió ha denegat la seva apel·lació i informa a la Comissió que John i un altre presoner, Kurt, van morir en un intent de fugida. John i Kurt intenten escapar, però fracassen. Kurt és presumiblement assassinat pels viciosos Dobermans, que mantenen els presoners en línia. Madeleine es nega a creure que en John ha mort i accepta una feina com a mestressa de cases de Callistratus per poder investigar.
John descobreix que la tomba d'en Kurt està buida. Auron torna a visitar Callistratus i reconeix a Madeleine de la seva reunió. Auron va a la seva habitació i intenta violar-la, però és aturada per Carl, que s'ha enamorat d'ella. Callistratus demana una explicació de l'agressió. La Madeleine li explica el que va passar. Auron ho nega i li explica a Callistratus la seva relació amb John. Callistratus l'expulsa. Insultat, Auron amenaça amb exposar Callistratus. Després de marxar, Callistratus envia en Carl darrere d'ell, i l'Auron no es torna a veure.
Callistratus porta a Madeleine al seu laboratori i l’encadena a una paret. John arriba per rescatar-la però també està encadenat. Callistratus ordena a Carl que lligui Madeleine a una taula d'operacions, però Carl es nega. Callistratus li dispara. Callistratus l'agafa ell mateix i fa sortir en Kurt, ara només un tors amb un cap i un braç. Callistratus li diu a John que va ser executat per ser un vampir a causa del seu treball anterior amb sang, però que s'havia posat en animació suspesa. El trasplantament de cor el va reviure, però ara té l'"afecció sanguínia rara i fatal" de la qual va parlar abans. Necessita transfusions constants i ha drenat tota la sang de molts reclusos. Ara té la intenció de transfondre la sang de la Madeleine en Kurt.
En John crida a en Kurt que "resisteixi", i en Kurt agafa el braç de Callistratus. Mentre lluiten, s'apropen prou perquè en John deixi inconscient Callistratus i s'alliberi. Kurt mor per l'esforç. John desenganxa Madeleine i pren Callistratus com a ostatge, exigint el pas lliure de la presó. Caminen lliures però Carl, que va sobreviure al tret de Callistratus, allibera els gossos i mor després de ser disparat de nou pels guàrdies. Els dóbermans destrossen Callistratus.

## Repartiment
Els crèdits d'obertura i de tancament són diferents. Aquesta llista en l'ordre dels crèdits finals, amb correccions i addicions del British Film Institute (BFI).
- Donald Wolfit com a Callistratus
- Vincent Ball com a John Pierre
- Barbara Shelley com a Madeleine
- Victor Maddern com a Carl
- William Devlin com a Kurt
- Andrew Faulds com a Wetzler
- John Le Mesurier com a Jutge
- Brian Coleman com a Auron
- Cameron Hall com a Doctor borratxo
- George Murcell com a Primer guàrdia
- Julian Strange com a segon guàrdia (no als crèdits inicials)
- Bruce Whiteman com a tercer guàrdia (no als crèdits inicials)
- Barbara Burke com a Mestressa
- Bernard Bresslaw com a Lladre de sabates altes
- Hal Osmond com a Lladre de sabates baixex
- Henry Vidon com a Professor Meinster
- John Stuart com a Oncle
- Colin Tapley com a Comissionat de presons
- Muriel Ali com a ballarina gitana
- Max Brimmell com a Warder (no als crèdits inicials)
- Dennis Shaw com a ferrater (no als crèdits inicials)
- Otto Diamant com a sepulturer
- Milton Reed com a botxí (no als crèdits inicials; BFI escriu el cognom 'Reid')
- Richard Golding com a funcionari

El nom de Theodore Williams apareix als crèdits inicials, però ni el de l'actor ni el del personatge apareixen als crèdits finals. BFI es refereix a ell com a "Pres demacrat". BFI també inclou cinc intèrprets addicionals sense acreditar: Yvonne Buckingham (serventa); Sylvia Casimir (Dona que riu a la taverna); Suzanne Lee (sense acreditar); Gordon Honey (lliterador); i Carlos Williams (lliterador).
A més de les addicions de BFI, The Internet Movie Database (IMDb) inclou com a intèrprets sense acreditar: Alf Mangan (Pres); Mary Marshall (Dona presa); i Patricia Phoenix (Dona). Les escenes de Marshall i Phoenix van ser retallades de la versió cinematogràfica del Regne Unit pel BBFC, però es poden veure a la versió "Continental" restaurada recentment per a Blu-ray.

## Producció
La pel·lícula es va inspirar en l'èxit de Hammer La maledicció de Frankenstein (1957) i The Horror of Dracula (1958). Els productors van contractar Jimmy Sangster, guionista d'ambdues pel·lícules, per fer el guió. El rodatge va durar quatre setmanes. Blood of the Vampire es va distribuir al Regne Unit per Eros Films i als EUA per Universal International.
Els pòsters de Blood of the Vampire indiquen que es considerava una pel·lícula només per adults a França i el Regne Unit en el moment de la seva estrena. Els cartells francesos assenyalen que la visualització per a persones menors de 16 anys estava prohibida i els cartells del Regne Unit mostren que la pel·lícula portava un certificat X de la British Board of Film Censors, que prohibia l'exhibició de la pel·lícula als menors de 16 anys. La classificació X és indicativa de les activitats d'Eros Film Distributors, que aleshores s'havien embarcat deliberadament en un nou camí del classificat X. Tempean Productions va "abraçar" no sols pel·lícules dissenyades per obtenir un certificat X, sinó també "la política d'Eros d'oferir programes de llargmetratges conjunts que es podien comercialitzar no sols a Gran Bretanya, sinó també als circuits d'autocinemes.
Aparentment, la producció de pel·lícules per a autocinemes va tenir èxit. Segons un anunci d'un diari contemporani, el Moonlite Drive-In de Smithtown, Pennsilvània, el dimecres 3 d'agost de 1960 va presentar una funció triple de l'alba al capvespre amb Blood of the Vampire com a primera pel·lícula, gairebé dos anys després. el seu llançament estatunidenc- La venjança de Frankenstein (1958) el segon i The Beast of Hollow Mountain (1956) el tercer. Com a promoció, els assistents les entrades dels quals acababrn en 13 van gaudir del "Dracula's Buffet Luncheon", que consta de 'Dracula's Blood Cocktail, Deviled Zombie Snacks, Crispy Skull Chips, Devil Fruit, Voodoo Spirits' i 'Werewolf Tail Sandwich'.
Blood of the Vampire es va estrenar durant una quantitat considerable de temps en diversos països. Després de la seva estrena a Londres el 26 d'agost de 1958, es va estrenar als EUA l'octubre de 1958 i el van seguir Alemanya el desembre de 1958, els Països Baixos l'abril de 1959, França l'abril de 1960, el Japó el juliol de 1960, Espanya el 1966 i Suècia l'octubre de 1969. La pel·lícula també es va presentar als cinemes de Bèlgica, Itàlia, Grècia i Brasil. It was re-released theatrically in France in 1986, as well. ambé es va tornar a estrenar als cinemes a França el 1986. La durada de la pel·lícula va ser de 84 minuts al Regne Unit i 87 minuts. minuts als EUA.
Curiosament, l'escena del poble model de Carlstadt als 10 minuts de la pel·lícula utilitza el mateix conjunt de models (amb el teatre Globe) que s'utilitza per a la pel·lícula de 1944 «Henry V».

## Recepció
Les crítiques inicials de "Blood of the Vampire" van ser mixtes. El Review Digest al número del 19 de gener de 1959 de la revista BoxOffice va mostrar les valoracions següents: Harrison's Report i Film Daily van qualificar la pel·lícula de "molt bona"; BoxOffice, The Hollywood Reporter i Parents la van valorar com a "bona"; i Variety la va anomenar "justa". El New York Daily News, que sempre forma part del "Review Digest", no va ressenyar la pel·lícula.
En resumir les crítiques contemporànies, el crític de cinema Bill Warren escriu que "tot i que la pel·lícula va ser popular i encara té els seus seguidors, "Blood of the Vampire" no va rebre gaire entusiasme dels crítics, tot i que la majoria pensava que estava una mica per sobre de la mitjana". Per exemple, Charles Stinson de The Los Angeles Times va escriure: "És gratificant poder lliurar un bon reportatge general sobre la pel·lícula. Té un guió intel·ligent i està ben interpretat. per un grup d'intèrprets britànics". Jack Moffitt de The Hollywood Reporter, a qui Warren anomena "difícil de complaure", va escriure a la seva crítica que la pel·lícula "presta una atenció més seriosa del públic que la majoria de l'erupció contemporània de les pel·lícules de terror domèstiques. La direcció de Henry Cass és prou ràpida com per evitar que els badalls siguin contagiosos per al públic".
Comentaris del Regne Unit estaven barrejats. Segons el crític de cinema John Hamilton, Film Daily va descriure la pel·lícula com "una de les millors pel·lícules de la categoria de ficció de terror. S'endinsa en el gore i el sobrenatural amb una grandiositat descarada", mentre que The Monthly Film Bulletin va tenir una visió més tènue, anomenant-ho "un assaig en hokum" i afirmant que els productors van incorporar "tots els trucs del macabre i l'horrible que poden introduir legítimament".
En una visió més moderna de la pel·lícula, l'historiador Paul Adams assenyala que Blood of the Vampire és una pel·lícula de vampirs només de nom com... la criatura no morta del títol és, de fet, un científic humà, més que un veritable nosferatu, ressuscitat de més enllà de la tomba per un trasplantament de cor improvisat i posteriorment mantingut viu amb sang freqüent i sagnant Eastman Color transfusions cortesia dels presos d'un manicomi local". L'autor Paul Meehan anomena la pel·lícula "pleta de sang, sang i sadisme del guió de Jimmy Sangster" i assenyala que "empeltar un element de la ciència-ficció a la noció tradicional de vampirisme" no funciona tan bé. "La pseudociència de la pel·lícula, com ara la cirurgia de trasplantament cardíac del segle xix i l'animació suspesa, tensa la credulitat mentre busca una justificació científica per a la resurrecció dels vampirs".
Segons Warren, "És una ombra millor que alguns de la seva classe, però la direcció irregular, la trama confusa i el ritme lent fan que sembli molt pitjor ara que quan era nova... Això és un horror pel llibre, aproximadament 1958, i és bastant estrany... La direcció de Cass és, en el millor dels casos, per a vianants, però probablement va tenir poc temps per fer res". Cass fa moure la trama amb vigor alhora que proporciona una atmosfera efectiva de ficció gòtica". El crític britànic Phil Hardy sembla estar d'acord, anomenant-la una "pel·lícula de terror britànica superior" i "probablement la rutina millor pel·lícula de Cass".
Warren troba alguna virtut a la pel·lícula, però, qualificant la direcció artística de John Elphink d'"imaginativa" i assenyalant que "diversos conjunts semblen positivament cavernosos", probablement a causa de l'elecció de les lents del director de fotografia Geoffrey Seaholme. Però, en general, el resultat final és decebedor perquè Wolfit "està fet per assemblar-se a Bela Lugosi, que d'altra manera no ho fa" i perquè "els personatges apareixen, ofereixen les seves línies i s'eliminen ràpidament". Al final, escriu, "Blood of the Vampire destaca avui per les seves falses qualitats: és una pel·lícula falsa de Hammer, sobre un vampir científic, amb una imitació de Bela Lugosi".

## Televisió
Els clips de Blood of the Vampire apareixen en dos episodis de la sèrie de televisió 100 Years of Horror: a l'episodi núm. 2, "Blood-Drinking Creatures", que es va emetre originalment el 19 de desembre de 1996 i a l'episodi núm. 15, "Scream Queens", mostrada per primera vegada el 17 d'abril de 1997. Es van mostrar pòsters o clips a la pel·lícula creada per a televisió Hollywood's Creepiest Creatures, presentat per Elvira, i que es va emetre la nit de Halloween de 2004.

## Mitjans domèstics
Blood of the Vampire ha estat disponible per a la seva visualització a casa durant dècades als Estats Units. Va ser llançat per primera vegada el 1978 en VHS i Betamax per Magnetic Video. Gorgon Films va llançar més tard la pel·lícula en VHS el 1993. Un llançament de DVD el 2006 va seguir de Dark Sky Films. Els tràilers teatrals de la pel·lícula es van utilitzar al llançament en VHS de 1996, Nightmare Theatre's Late Night Chill-o-rama Horror Show Vol.1.
Trobar la pel·lícula al Regne Unit sembla que ha estat més difícil. Hardy va escriure l'any 1986 que "totes les impressions semblen haver estat destruïdes". La primera menció que està disponible al Regne Unit. per a la visualització a casa és el seu llançament en DVD de 2007 per Simply Media.